# Силвано д'Орба
Силва̀но д'О̀рба (на италиански: Silvano d'Orba; на пиемонтски: Silvan, Силван, на местен диалект: Scirvan, Ширван) е село и община в Северна Италия, провинция Алесандрия, регион Пиемонт. Разположено е на 175 m надморска височина. Населението на общината е 1994 души (към 2010 г.).